# (5622) Percyjulian
(5622) Percyjulian es un asteroide perteneciente al cinturón de asteroides descubierto el 14 de octubre de 1990 por Eleanor F. Helin desde el Observatorio del Monte Palomar, Estados Unidos.

## Designación y nombre
Designado provisionalmente como 1990 TL4. Debe su nombre a Percy Lavon Julian, un químico afroamericano.

## Características orbitales
Percyjulian está situado a una distancia media del Sol de 2,803 ua, pudiendo alejarse hasta 3,278 ua y acercarse hasta 2,328 ua. Su excentricidad es 0,169 y la inclinación orbital 8,093 grados. Emplea 1714,94 días en completar una órbita alrededor del Sol.

## Características físicas
La magnitud absoluta de Percyjulian es 12,1. Tiene 9,667 km de diámetro y su albedo se estima en 0,328. Está asignado al tipo espectral Sq según la clasificación SMASSII.